# Régiment d'Enghien
Pour les articles homonymes, voir Régiment d'Enghien (homonymie).
Le régiment d'Enghien est un régiment d'infanterie du royaume de France, créé en 1706, devenu sous la Révolution le 93e régiment d'infanterie de ligne.

## Création et différentes dénominations
- 1er février 1706 : création du régiment d'Enghien
- 15 septembre 1709 : prend le nom de régiment de Charolais
- 1er avril 1710 : reprend le nom de régiment d'Enghien
- 1er janvier 1791 : renommé 93e régiment d’infanterie de ligne

## Mestres de campetcolonels
- 1er février 1706 :  Louis Henri de Bourbon-Condé, duc d'Enghien (colonel propriétaire)
- 1er février 1706 : Louis de Beaupoil, comte de Saint-Aulaire [1],[2]
- 15 septembre 1709 : Charles de Bourbon-Condé comte de Charolais (colonel propriétaire)
- 1er avril 1710 : Louis de Bourbon-Condé comte de Clermont (colonel propriétaire)
- 26 avril 1710 : Léon de Madaillan de Lesparre, marquis de Lassay
- 15 avril 1726 : Louis Gabriel des Acres, comte de l'Aigle
- 10 juin 1747 : Jean François comte de Billy[3]
- 23 janvier 1750 : François Alexandre comte de Polignac
- 7 mai 1758 : Jacques Antoine de Malvin, chevalier de Montazet[4]
- 16 mai 1760 : François Auson de Lammerville
- 1er décembre 1762 : Charles de Malvin marquis de Montazet[5]
- 1er mars 1784 : Marie Yves des Brosses marquis de Goulet
- 25 juillet 1791 : Sylvain Joseph chevalier de Grammont

## Historique des garnisons, combats et batailles du régiment

### Régiment d'Enghien (1707-1709 et 1710-1791) - Régiment de Charolais (1709-1710)
Le régiment d'Enghien est créé le 1er février 1706, à un bataillon et 13 compagnies, pour Louis Henri de Bourbon-Condé, duc d'Enghien. 

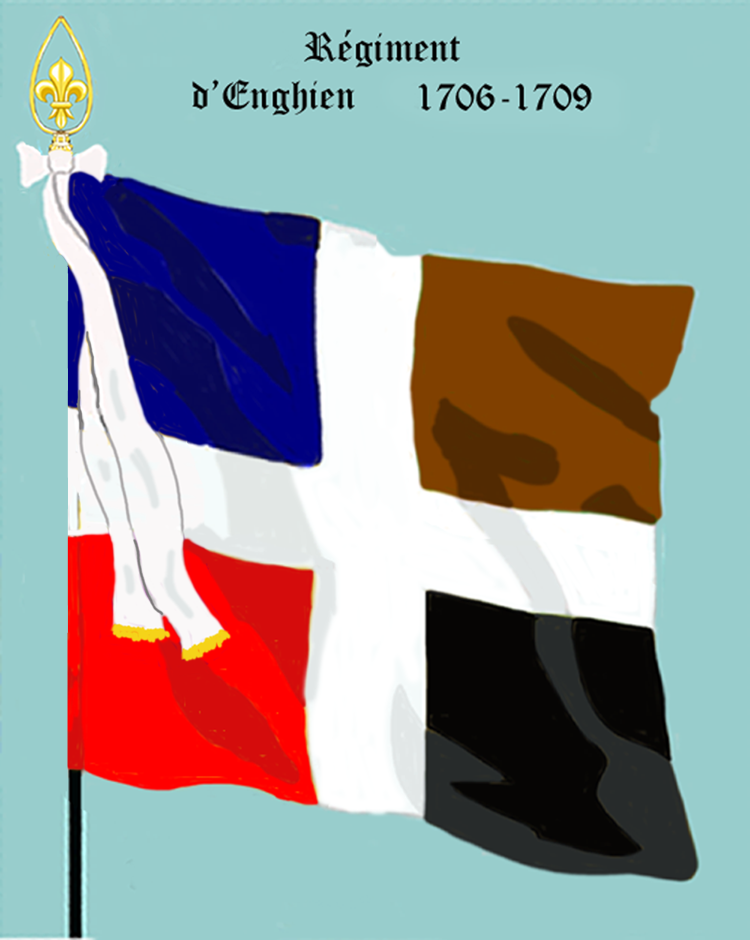
Régiment d’Enghien de 1706 à 1709 6 drapeaux dont un blanc Colonel et 5 d'Ordonnance, « feuilles mortes, bleux, noirs et rouges dans les 4 quarrez, & croix blanches »[6].

#### Guerre de Succession d'Espagne
Il est mis a contribution en 1707, dans le cadre de la guerre de Succession d'Espagne, sous les ordres du maréchal de Villars, lors de l'attaque des lignes de Stollhofen. Il accompagna ensuite ce maréchal dans toutes ses expéditions en Souabe et Franconie, qui eurent pour principal résultat la délivrance des prisonniers d'Höchstädt dispersés dans les villes de la rive droite du Rhin. 
En 1708, Enghien détacha un de ses bataillons en Flandre pour renforcer l'armée de cette frontière presque anéantie à Audenarde. Ce bataillon demeura au camp de Meldert pendant le siège de Lille ; l'autre
ne bougea point de l'Alsace.
Le 24 août 1709, le régiment se distingue au combat de Rumersheim, ou il charge l'ennemi avec une furie incroyable. Après cette victoire, Enghien rentre dans les lignes de la Lauter d'où il était sorti. 
Le 15 septembre 1709 Louis Henri de Bourbon-Condé, duc d'Enghien donne le régiment à son frère Charles de Bourbon-Condé comte de Charolais qui prend le nom de régiment de Charolais.
Au mois d'octobre il est placé en observation sur la Sarre avec Rouergue et Royal-Bavière. Il demeure sur la frontière de l'Est jusqu'à la paix, tantôt à Strasbourg, tantôt dans les lignes.
Le 1er avril 1710 Charles de Bourbon-Condé comte de Charolais donne le régiment à son frère Louis de Bourbon-Condé comte de Clermont. Le régiment reprend le nom de régiment d'Enghien.

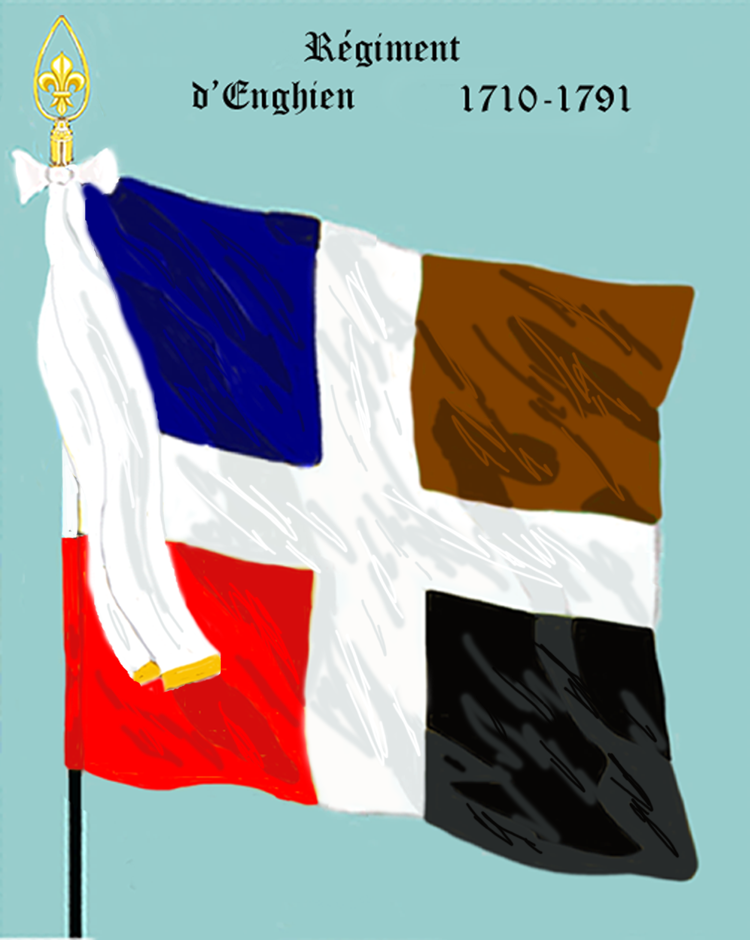
Régiment d’Enghien de 1710 à 1791

En 1713, il  contribua à la reprise de Landau, à la défaite du général Vaubonne et à la réduction de Fribourg. 
Les réformes de 1714 le réduisirent à un bataillon, et lui donnèrent le dernier rang parmi les régiments d'infanterie
française. Ce rang qu'il a toujours gardé jusqu'à la fin, a donné lieu à un dicton de caserne :
Enghien !
Le dernier au feu
Le premier au pain
C'est-à-dire, que son rang le condamnait à marcher le dernier au combat et le premier aux corvées.

#### Guerre de Succession de Pologne

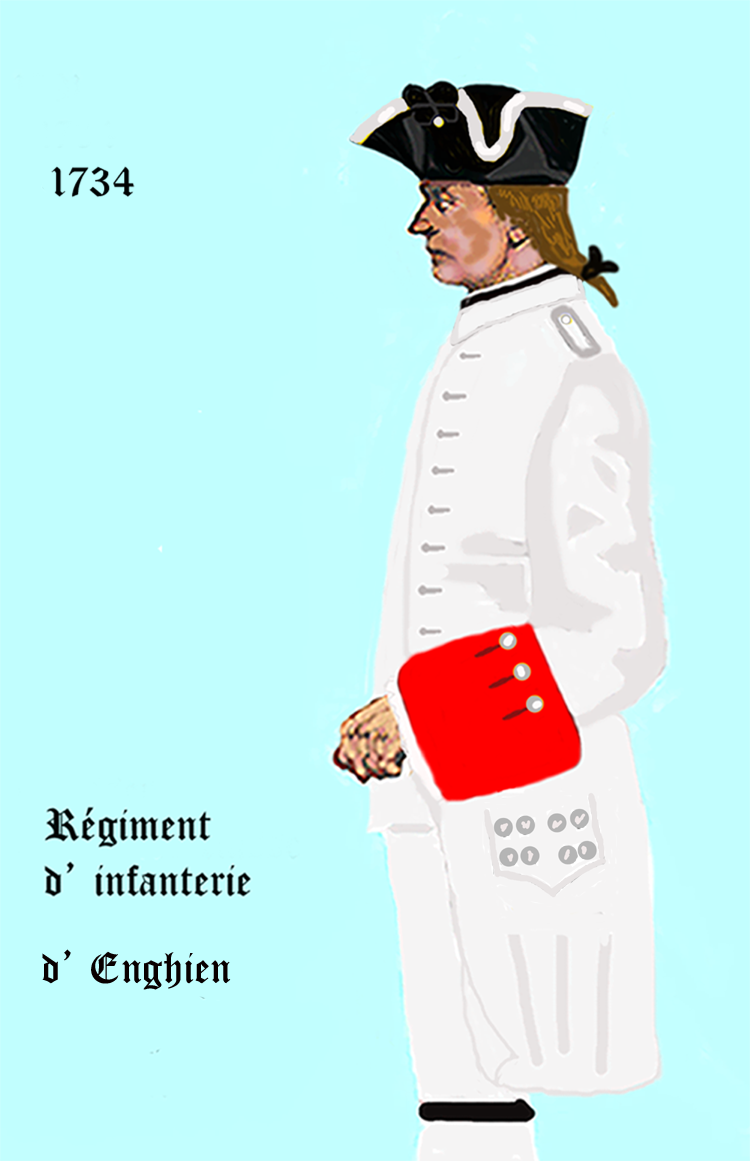
Régiment d’Enghien de 1734 à 1740

Engagé dans la guerre de Succession de Pologne, il se rend en 1733 à l'armée d'Allemagne sous le commandement du maréchal de Berwick.
En 1734 il contribue à l'attaque des lignes d'Ettlingen et au siège de Philippsbourg. Il fut rétabli à deux bataillons le 16 décembre.
En 1735 il se trouve à la bataille de Clausen.

#### Guerre de Succession d'Autriche

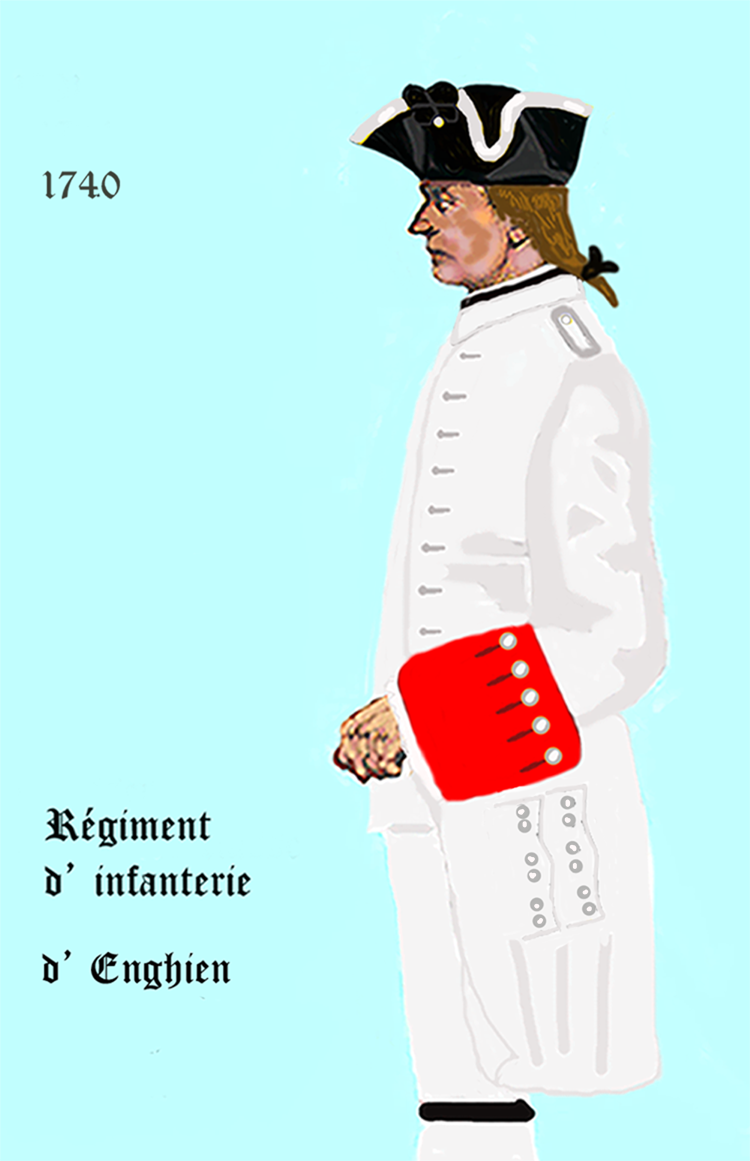
Régiment d'Enghien de 1740 à 1762

Au mois de mars 1742, durant la guerre de Succession d'Autriche il passe en Bavière avec Auvergne. Après un court séjour à Donauworth et Neubourg, il contribue à expulser les Autrichiens
de la Bavière, pénètre en Bohême, concourt au siège d'Elnbogen et de Kaaden et au ravitaillement de Braunau, et prend ses quartiers d'hiver à Landshut. Au mois de décembre, pendant la retraite de la garnison de Prague, il est placé à Burkenfeld sur la Naab. Après avoir protégé le passage des troupes du maréchal de Bellisle, il revint à Landshut, qu'il évacue en février 1743, pour aller s'établir au château de Wörth (de), en face d'un des points où le Danube pouvait être franchi. Il faisait alors partie de la brigade de Picardie. Le 2 avril, les grenadiers participent au coup de main contre les hussards de Forgatz. Le 11 du même mois, le régiment d'Enghien sort de de Wörth, ne laissant que 100 hommes à la garde du château (de), et va remplacer à Regenstauf deux régiment destinés à relever la garnison d'Egra. Il se rend peu après à Deckendorf, et se couvre de gloire à la bataille qui y a lieu le 27 mai. Lorsque le prince Charles eut forcé le passage du Danube le 5 juin, le régiment se mit en retraite sur Wörth an der Donau et Ratisbonne et de là sur le Rhin. Ce fut son 2e bataillon, qui, dans cette pénible retraite, fut chargé d'escorter les malades et les équipages de l'armée. À sa rentrée en France, le régiment Enghien fut employé dans la haute Alsace, sous les ordres du comte de Saxe et du maréchal de Coigny. Il se comporte bravement le 30 septembre à Rheinweiler. Le lendemain de cette affaire, le corps fut rejoint par un détachement de 131 hommes qui revenait de la défense d'Ingolstadt. Enghien passa l'hiver à Huningue.
En 1744, au moment de l'invasion de l'armée autrichienne, il est jeté dans Fort-Louis. Il contribue ensuite à la reprise de Wissembourg et des lignes de la Lauter,, se trouva aux combats de Suffelsheim et d'Augenheim, vint se
reposer un mois à Strasbourg, et termina cette campagne au siège de Fribourg. 
Il prend part, en 1745, à l'attaque de Kronenbourg, et l'année suivante il se rendit sur la Meuse. Il est d'abord placé au camp de Maubeuge, mais, au mois de mai, il suivit le comte d'Estrées dans sa marche sur Herentals, et participa le 7 juin à l'investissement de Mons et servit successivement au siège de cette place, à celui de Charleroi et l'année suivante à celui de Namur, et il combattit vaillamment, à côté de Champagne, à la bataille de Rocoux. 
En 1747, il se distingue encore à Lawfeld.
Il assiste en 1748 au siège de Maëstricht.
Le régiment d'Enghien était en 1754 au camp de Sarrelouis et en 1756 au camp de Honfleur.

#### Guerre de Sept Ans
Appelé en 1757, dans le cadre de la guerre de Sept Ans, il se rend en Allemagne, et est l'un des corps le plus sérieusement engagés à la bataille d'Hastenbeck. Le régiment suivit ensuite le maréchal de Richelieu dans l'électorat de Hanovre, contribua à l'occupation de Minden et de Hanovre, et se trouva aux batailles de Closterseven  et de Zell. 
Revenu sur le Rhin au commencement de 1758, il assista à la bataille de Krefeld, concourut à la prise de Hanau et fut mis en garnison dans cette ville. 
En 1759, il combattit à Bergen dans la brigade de Dauphin et combattit à la bataille de Minden et dans la retraite sur Cassel, qui en fut la conséquence.
En 1760, le régiment assiste, sans y prendre beaucoup de part, aux batailles de Corbach, de Warburg et de Clostercamp. 
L'année suivante, il déploie la plus grande bravoure au combat de Werle livré le 3 juillet. Les compagnies d'élite y contribuent puissamment à chasser l'ennemi du moulin et du château de Schaffhaùsen. Enghien termine cette campagne au mois de septembre par le siège de Meppen.
Rentré en France au commencement de 1762, il occupe d'abord les garnisons de Mézières et Rocroi, d'où il passa à Landrecies et Avesnes, en mai 1763.

#### Période de paix

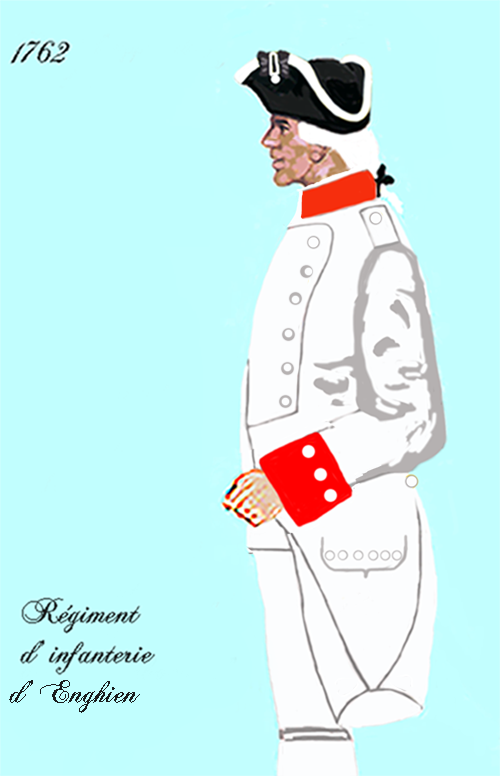
Régiment d'Enghien de 1762 à 1767

Lors de la réorganisation des corps d'infanterie français de 1762, le régiment conserve ses deux bataillons.
L'ordonnance arrête également l'habillement et l'équipement du régiment comme suitHabit, revers, veste et culotte blancs, parements et collet rouges, doubles poches en long garnies de cinq boutons, trois au milieu et un à chaque extrémité, cinq sur la  manche, quatre au revers et quatre au-dessous : boutons blancs, avec le no 85. Chapeau bordé d'argent.

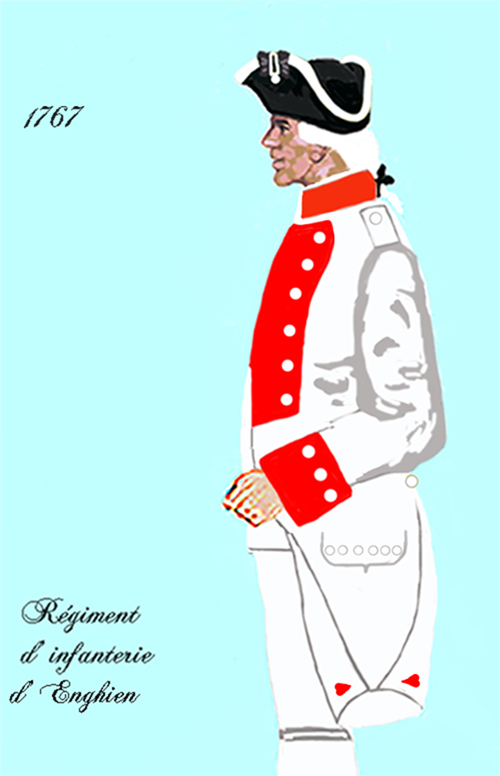
Régiment d'Enghien de 1767 à 1776
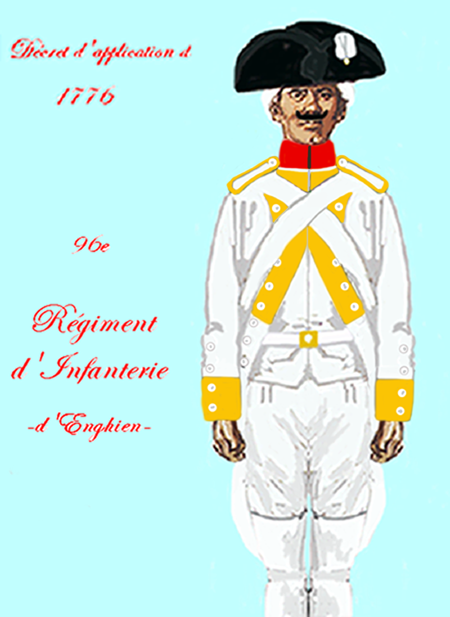
Régiment d'Enghien de 1776 à 1779

Il prend ensuite garnison à Condé en avril 1764, à Sedan en novembre 1764, à Briançon en août 1765, à Toulon en mai 1766, à Bordeaux et Blaye en novembre 1767, à Lille en décembre 1770, à Aire en septembre 1772, à Brest en octobre 1774, à Belle Île en novembre 1775, à Brest en novembre 1776, à Saint-Jean-d'Angély et île d'Oléron en octobre 1777. Il passa l'année 1778 sur les côtes de la Saintonge.

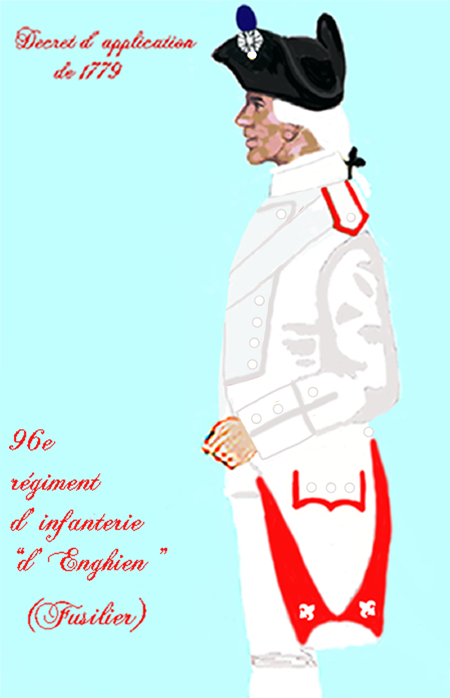
Régiment d'Enghien de 1779 à 1791.

En 1779, pendant que le 2e bataillon se rendait à Wissembourg et Fort-Louis du Rhin, le 1er bataillon s'embarquait pour la Martinique, où il demeura quatre ans.

#### Guerre d'indépendance des États-Unis

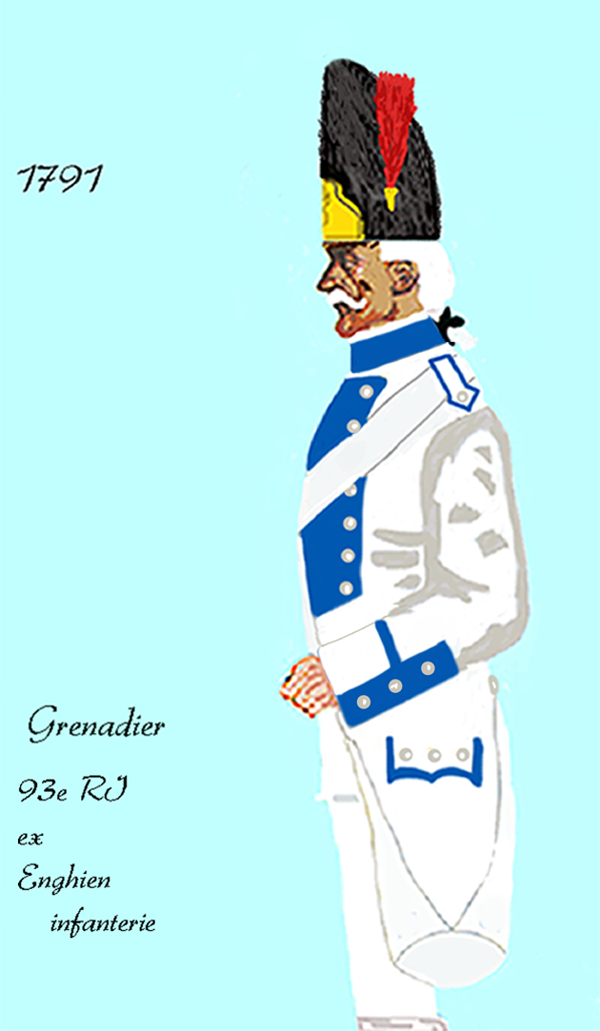
93e régiment d'infanterie de ligne ci-devant Enghien de 1791 à 1794

En avril 1780, dans le cadre de la guerre d'indépendance des États-Unis, une partie de ce 1er bataillon monta à bord des vaisseaux du lieutenant général des armées navales de Guichen et assista aux trois combats soutenus contre l'amiral Rodney.

#### Période de paix
En 1784, le régiment se trouvait réuni à Besançon, qu'il ne quitta qu'en septembre 1790 pour se
rendre à Embrun et Mont-Dauphin. Il fournit à cette époque 200 hommes pour la garnison des vaisseaux de Toulon.

### 93e régiment d'infanterie de ligne ci-devant Enghien (1791-1794)
L'ordonnance du 1er janvier 1791 fait disparaître les diverses dénominations, et les corps d'infanterie ne sont désormais plus désignés que par le numéro du rang qu'ils occupaient entre eux. Ainsi, 101 régiments sont renommés. Les régiments sont toutefois largement désignés avec le terme ci-devant, comme 93e régiment d'infanterie ci-devant Enghien.

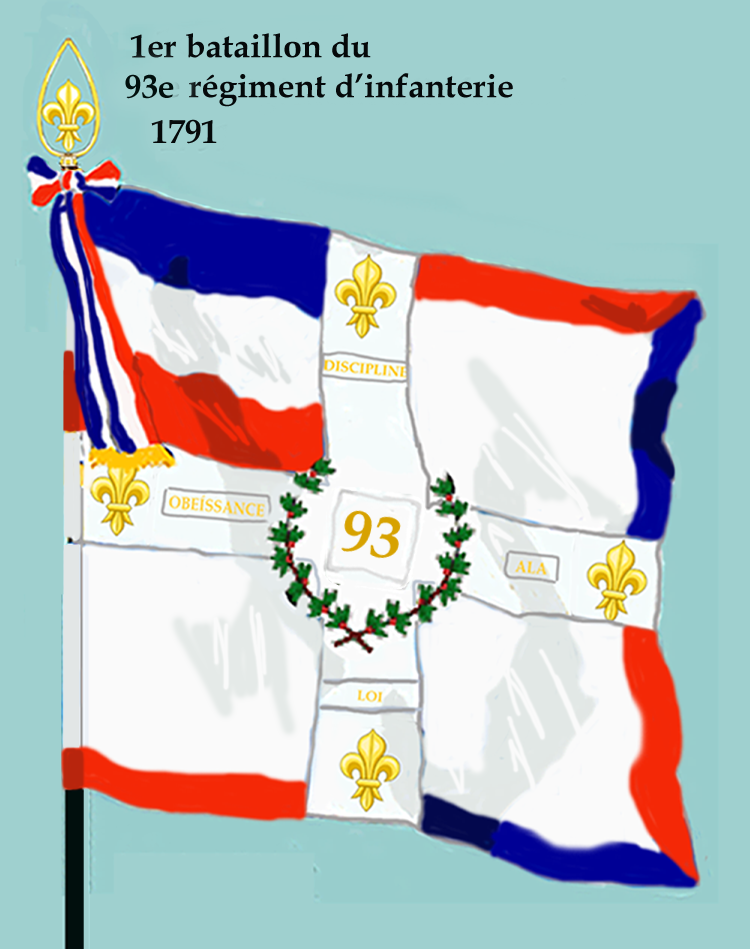
1er bataillon du 93e régiment d'infanterie de ligne ci-devant Enghien de 1791 à 1793
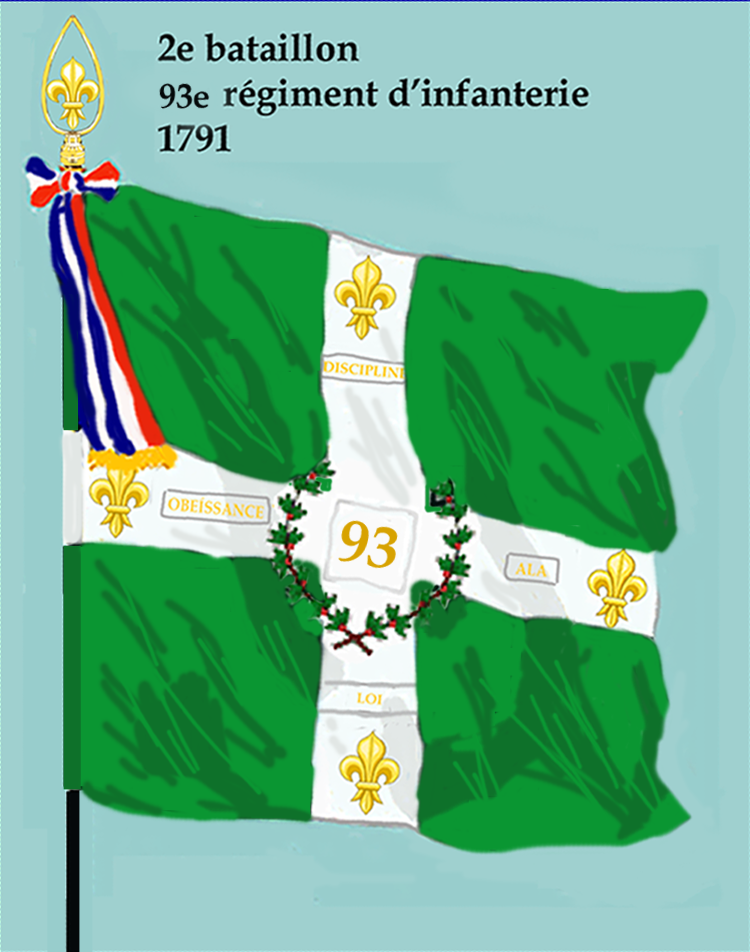
2e bataillon du 93e régiment d'infanterie de ligne ci-devant Enghien de 1791 à 1793

#### Guerres de la Révolution française
Le régiment vint s'établir en juin 1792 à Bourg, qu'il quitta un mois après pour aller à Belfort, et de là à Strasbourg. 
Le 2e bataillon demeura dans cette place, et le 1er bataillon fut réuni à l'armée des Vosges sous les ordres du général Custine ou il participa aux guerres de la Révolution française.
Le 1er bataillon contribua à la poursuite des Prussiens, puis il servit ensuite à la conquête du Palatinat. Il fit partie de la célèbre garnison de Mayence, qui passa dans la Vendée au mois d'août 1793, après la capitulation de Mayence et amalgamé, le 10 juin 1794, avec les débris de la garnison faite prisonnière à Mayence, le 1er bataillon de volontaires des Pyrénées-Orientales et le 6e bataillon de volontaires de Saône-et-Loire pour former la 169e demi-brigade de première formation.
Le 2e bataillon sortit de Strasbourg en 1793 pour marcher à la défense des lignes de Wissembourg. Le 13 octobre, quand les Autrichiens attaquèrent ces lignes, il occupait à l'extrême gauche la redoute de Steinfeld. Ce fut par là que s'engagea l'action. Le bataillon, commandé parle colonel Grammont, défendit héroïquement l'abattis qui couvrait la redoute. Le régiment autrichien de Pellegrini, qu'il avait en tête, eut plus d'hommes tués qu'Enghien ne comptait de soldats. Le bataillon finit cependant par succomber dans cette lutte disproportionnée, et la perte de la redoute entraîna celle de toutes les lignes.
Il participe ensuite le 26 décembre à la 2e bataille de Wissembourg. 
Le bataillon se retira sur Strasbourg et fit encore parler de lui, le 5 janvier 1794, en débusquant, après douze heures de combat, un corps autrichien de la forêt d'Haguenau.
Le 2e bataillon d'Enghien est amalgamé le 22 juillet 1794 avec le 4e bataillon de volontaires de la Haute-Marne également appelé bataillon de volontaires de Chaumont et le 10e bataillon de volontaires du Jura pour former la 170e demi-brigade de première formation.
Ainsi disparaît pour toujours le 93e régiment d'infanterie ci-devant Enghien, partageant le sort de tous ces régiments qui depuis deux siècles avaient défendu si intrépidement la patrie contre toutes les coalitions.

## Personnalités ayant servi dans le régiment

### François Auson de Lammerville
François Auson de Lammerville est né en 1705.
Il est gendarme en 1726, puis rentre au régiment d'Enghien le 7 décembre 1718 en tant que  lieutenant. Il effectue ensuite toute sa carrière dans ce régiment; il est promu aide major le 27 octobre 1731, capitaine le 16 décembre 1734, il est promu commandant et prend la tête d'une compagnie le 22 août 1740, capitaine de la compagnie de grenadier le 8 février 1748, commandant de bataillon le 15 juillet 1758 et est nommé colonel-lieutenant du régiment le 16 mai 1760.
Il est créé brigadier par brevet du 20 février 1761 et maréchal de camp par un autre brevet en date du 25 juillet 1762.

### Marie Yves des Brosses de Goulet
Marie Yves des Brosses de Goulet est né à Argentan le 19 février 1752 et décédé le 13 août 1796 à la bataille d'Ober-Kammlach.

## Organisation
Au moment de sa création, le régiment d'Enghien ne comprenait qu'un bataillon. Le nombre des compagnies par bataillon n'était que de 13, au lieu de 17 comme au commencement du règne de Louis XIV. Parmi ces 13 compagnies, il y en avait une de grenadiers. Ceux-ci n'avaient plus pour rôle de lancer les grenades à la main et étaient armés comme les autres compagnies; mais ils étaient devenus les éclaireurs et les tirailleurs de l'Infanterie et ne combattaient que hors ligne. Cependant, on avait conservé, et on conserva encore longtemps, l'habitude de choisir les grenadiers parmi les hommes les plus grands et les plus forts des régiments, bien que ce service dût convenir mieux à des hommes plus petits, mais lestes et vigoureux.

La formation du régiment était sur quatre rangs.

Il y avait par compagnie trois officiers : un capitaine, un lieutenant, un sous-lieutenant; un fourrier, deux sergents, trois caporaux, trois anspessades ou sous-caporaux. Les soldats étaient au nombre de 45, tous avaient un surnom (Bel-Amour, La Fleur, Tranquille, Saint-Pierre, Joli-Bois, La Prairie, L'Eveillé, La Jeunesse, etc.) qui figurait en première ligne sur les contrôles, où le nom de famille était relégué à l'état de simple prénom.

Chaque capitaine était propriétaire de sa compagnie et l'administrait comme il l'entendait, il recevait une prime proportionnelle au nombre
d'hommes entretenus.

Le colonel-lieutenant était le seul officier supérieur. L'état-major proprement dit ne comprenait, en dehors du colonel, que le major et un aide major. Mais Enghien faisait partie des Régiments à grand état-major et prévôté, c'est-à-dire ayant droit de former, dans leur propre sein, un conseil de guerre et de juger en famille les crimes et délits. Leur état-major comprenait, à cet effet, une prévôté qui était composée : d'un prévôt, de son lieutenant, d'un greffier, de cinq archers et d'un exécuteur de justice.

Le lieutenant-colonel, tout en étant simple capitaine, était le second officier du corps faisait les fonctions d'officier supérieur et remplaçait en son absence le colonel. Ce deux officiers avaient chacun une compagnie.

## Armement
L'armement était constitué par le fusil, l'adoption, en 1703, de la baïonnette à douille ayant ſait disparaître les piques qui, en dernier lieu, existaient encore dans la proportion du tiers. Cette baïonnette était constamment ajustée à l'extrémité du canon dont le calibre était de vingt balles à la livre. Chaque soldat portait les munitions nécessaires pour vingt coups et une poire à poudre pour amorcer suspendue à une banderole allant de l'épaule gauche à la hanche droite.

Les colonels, lieutenants-colonels et les capitaines étaient armés d'un esponton, sorte de pique ou lance légère, d'environ sept à huit pieds de longueur. Les lieutenants et autres officiers subalternes avait le fusil.

Dans chaque compagnie, il y avait un certain nombre d'outils dont les deux tiers étaient propres  à remuer la terre et les autres tranchants; les porteurs d'outils recevaient une légère augmentation de solde.
L'uniforme était de drap blanc avec

## Uniforme
L'uniforme était de drap blanc avec un gilet rouge écarlate (couleur distinctive des régiments de Princes), parements et revers rouges, boutons jaunes, chapeau bordé de galons blancs. Les officiers devaient porter, en fonctions, un hausse-col de cuivre jaune tout uni.